# Dietsche Bond
De Dietsche Bond was een vereniging in 1917 in Nederland opgericht ter ondersteuning van de 'Vlaamse zaak'.

## Geschiedenis
Het Nationaal Vlaamsch Comiteit tot verdediging van de Vlaamsche Zaak in België vroeg aan enkele geestesgenoten om een Dietsche Bond op te richten in Nederland. De bedoeling was om hardere standpunten in te nemen dan dat het Algemeen Nederlandsch Verbond dit deed, dat als te passief werd beoordeeld.
De stichters waren Anton van Vessem en H. D. J. Bodenstein. De stichtingsbijeenkomst vond plaats in Utrecht op 23 juni 1917. Generaal Hertzog (Zuid-Afrikaan) werd tot erevoorzitter benoemd en Bernard van der Wijck voorzitter. Naast Van Vessem en Bodenstein, waren ook René de Clercq, Pieter W. de Koning en Willem van Es lid van het bestuur.
De Dietsche Bond sympathiseerde tijdens de Eerste Wereldoorlog met het activisme en na de oorlog traden uitgeweken activisten toe tot het bestuur. De bond streefde naar het verdwijnen van België en het tot stand komen van een nieuw Verenigd Koninkrijk der Nederlanden. Deze gedachte, waarbij nu eens de nadruk werd gelegd op de politieke eenmaking, dan weer op de culturele eenheid, werd ondersteund door het tijdschrift Dietsche Gedachte. De belangstelling onder de Nederlanders bleef beperkt tot een kleine groep van conservatieve protestanten en liberalen. In Vlaanderen was de belangstelling nog minder groot. De binnen de bond gewaardeerde heren waren Frederik Gerretson, Adriaan Loosjes (1889-1943), Leo Simons, Hendrik Burger en Marcel Minnaert.
In de jaren 1925-1927 ageerde de bond tegen het voorgenomen Belgisch Nederlandsch Verdrag, waarin ze een te grote Franstalige invloed vreesde, die zich ook op Nederland zou doen gelden.
Toen in de jaren dertig Vlaamse organisaties begonnen te sympathiseren met het nationaalsocialisme, werd de Dietsche Bond, die hier niet aan mee deed, stilaan afgeschilderd als zijnde van communistische obediëntie.
Na de bezetting van Nederland in mei 1940, nam de Dietsche Bond het initiatief om alle Groot-Nederlanddenkende verenigingen te verenigen in een Verbond van Heel-Nederlandsche Vereenigingen in Noord-Nederland. Hier kwam niets van terecht, want in 1941 werden alle Dietse verenigingen in Nederland door de bezetter verboden.